# Ukrnafta
WAT Ukrnafta – największe ukraińskie przedsiębiorstwo, zajmujące się wydobyciem ropy naftowej i gazu ziemnego.
W 2006 wydobywała 91% ogólnego wydobycia ropy naftowej, 27% kondensatu gazowego i 17% gazu ziemnego.
50% + 1 akcji spółki należy do Naftohaz Ukrainy, a 42% do Grupy „Prywat”.